# نیکون دی۲۰۰
نیکون دی۲۰۰ (به انگلیسی: Nikon D200) یک دوربین عکاسی تک‌لنزی بازتابی ساخت شرکت نیکون است.